# 汉斯-迪特里希·根舍

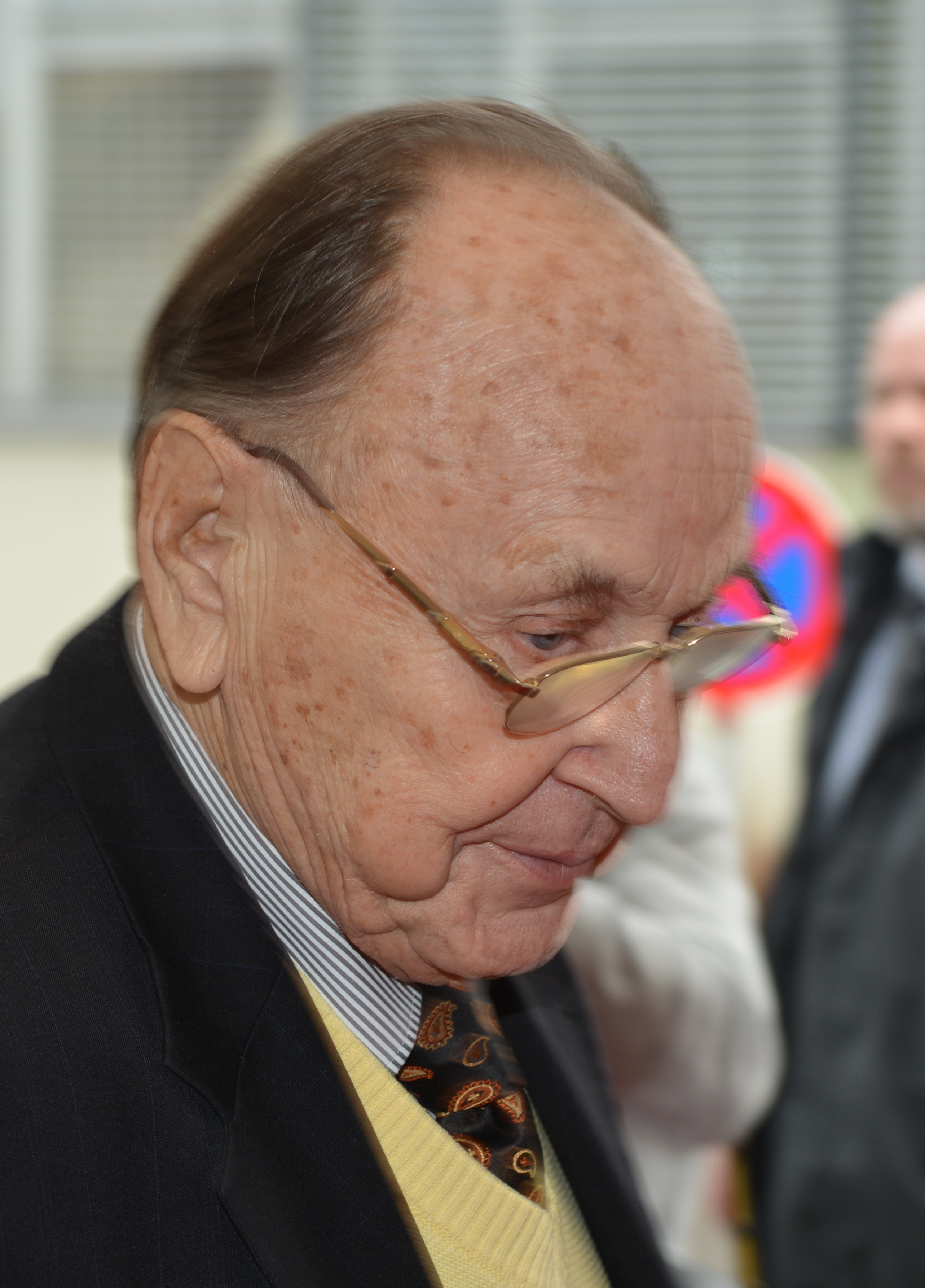
汉斯-迪特里希·根舍 2014年

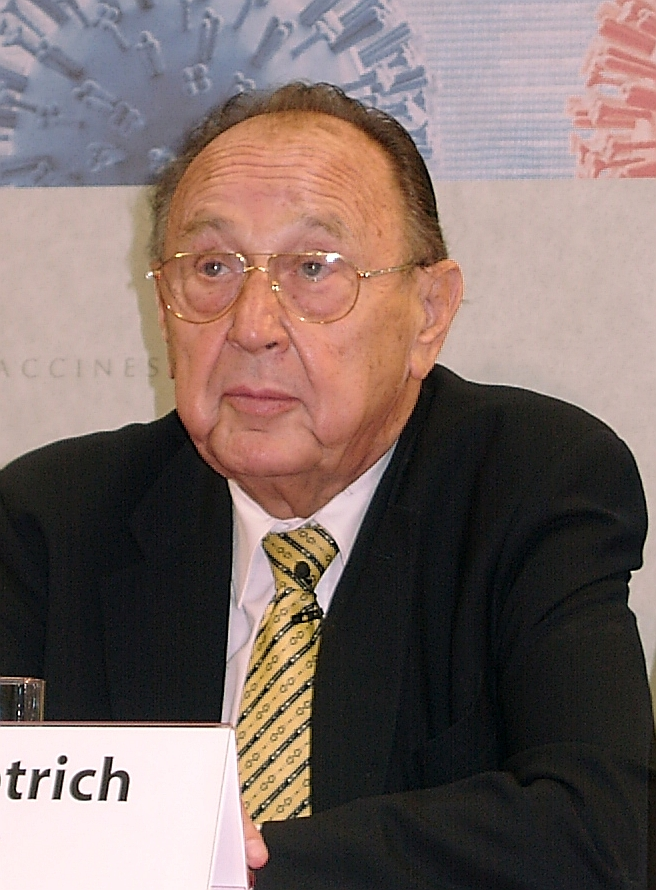
汉斯-迪特里希·根舍 2001年

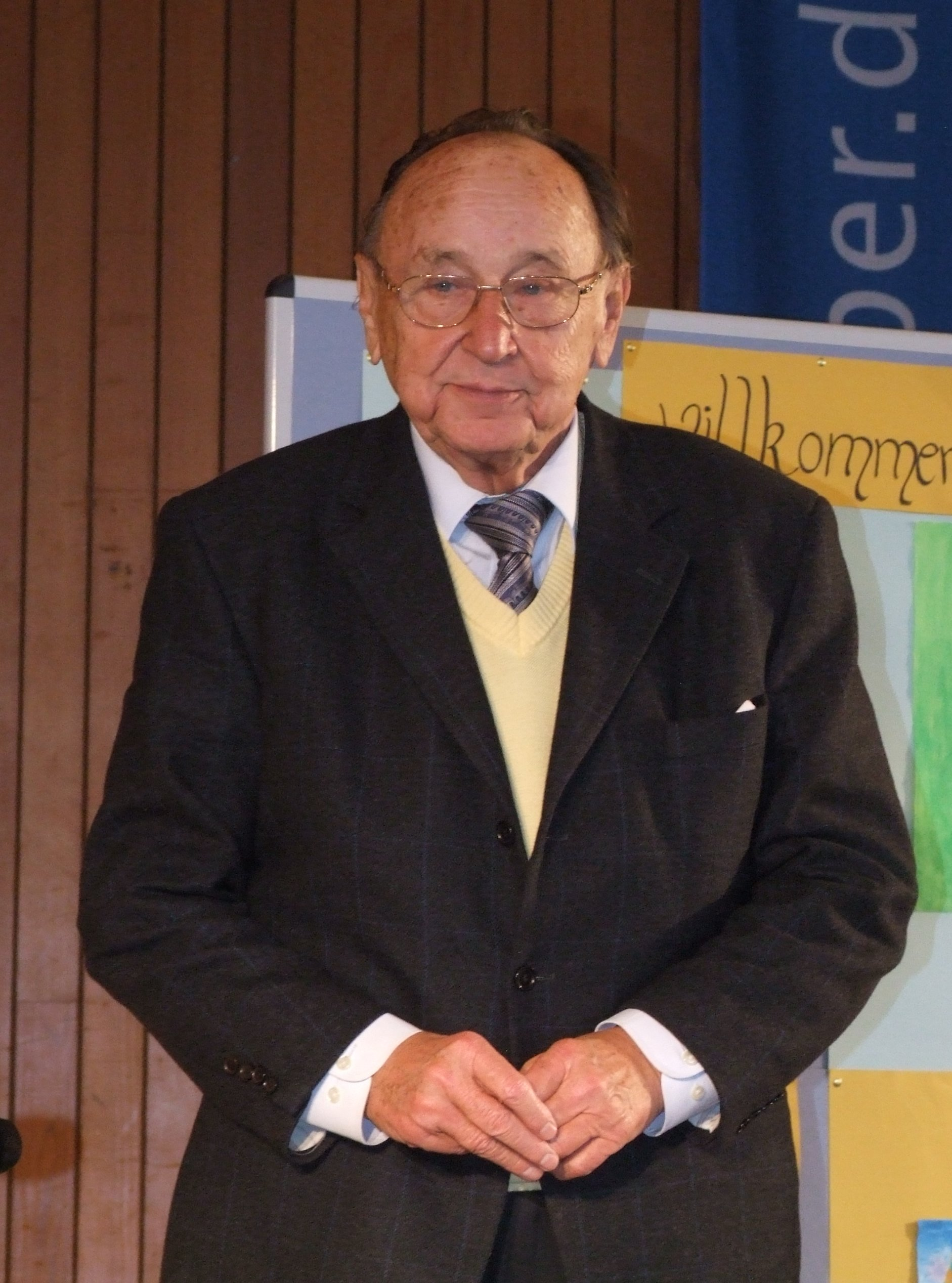
汉斯-迪特里希·根舍 2007年

汉斯-迪特里希·根舍（德語：Hans-Dietrich Genscher，1927年3月21日—2016年3月31日），生于普魯士薩克森省的萊德堡（現屬哈雷市），是德国自由民主党内的一名重要人物。

## 政治生涯
1969年—1974年担任德国聯邦内政部长，1974年—1992年（1982年有兩個星期间隔）担任德国副总理兼外交部長，是德國歷史上任職最長的外交部長。他是兩德統一過程中的重要領導人之一。

## 荣誉

### 外国勋章奖章
- 圣雅各之剑大十字勋章（葡萄牙語：Ordem Militar de Sant'Iago da Espada）（葡萄牙，1980年12月23日公布[2]）